# Tréprostinil
Le trépostinil est une molécule, analogue synthétique de la prostacycline, en cours de développement comme médicament pour le traitement de l'hypertension artérielle pulmonaire.

## Mode d'action
Il s'agit d'un analogue de la prostacycline. Il est également agoniste de différents récepteurs aux prostaglandines (DP1 et EP2), ce qui le distingue de l'iloprost.

## Évaluation
Utilisé par injection sous-cutanée, il améliore les symptômes et les paramètres hémodynamiques. Il peut être également utilisé par perfusion intra-veineuse ou en aérosol.
Une forme orale donne des résultats semblables. 
Donné en aérosol dans les hypertensions artérielles pulmonaires, qu'elles soient primitives, secondaires à une insuffisance respiratoire, ou même, dans le cadre d'une pneumopathie interstitielle diffuse idiopathique, il permet d'augmenter la capacité à l'effort.

## Effets secondaires
La voie sous-cutanée peut être douloureuse. La forme orale est bien tolérée, les effets secondaires les plus fréquents étant les céphalées, les nausées, une diarrhée, une douleur des mâchoires.

## Autres analogues de la prostacycline
L'iloprost et l'époprosténol sont deux autres analogues de la prostacyline utilisés dans l'hypertension artérielle pulmonaire.  Le premier s'administre par aérosol, le second par perfusion intra-veineuse.